# Alex Frost
Alexander Richard "Alex" Frost (ur. 17 lutego 1987 r. w Portland w stanie Oregon) – amerykański aktor filmowy i telewizyjny.

## Życiorys
Jest synem Debbie i Jacka, ma starszego brata Chrisa. Absolwent Lincoln High School w Portland oraz Arts & Communication Magnet Academy w Beaverton. Jest pianistą.
Jako aktor debiutował w artystycznym dramacie Gusa Van Santa Słoń (Elephant, 2003), opartym na zdarzeniach w Columbine High School z 1999. W filmie tym, wyróżnionym nagrodą Złotej Palmy w Cannes, Frost wcielił się w postać Aleksa, zagubionego, prześladowanego przez rówieśników licealisty, który w odwecie wszczyna szkolną strzelaninę. Wystąpił w krótkim metrażu Queen of Cactus Cove (2005) oraz w jednym z odcinków serialu Agenci NCIS (Navy NCIS: Naval Criminal Investigative Service, 2006). Otrzymał następnie role w szerzej dystrybuowanych produkcjach, jak dramat Stop-Loss (2008), komedia Drillbit Taylor: Ochroniarz amator (Drillbit Taylor, 2008) czy tragikomedia The Vicious Kind (2009). W młodzieżowym filmie Calvin Marshall z 2009 zagrał postać tytułową.
W 2008 otrzymał nagrodę Young Hollywood w kategorii nowa twarz.
Wyemigrował do Anglii; mieszka w Londynie. Jego pseudonim to "Frosty".

## Filmografia
- 2010: Good Morning Rabbit jako Boxer (serial TV)
- 2010: Virginia i jej problemy (Virginia) jako Josh
- 2010: Almost Kings jako Truck
- 2010: Sheeps and Wolves jako Charlie
- 2009: Calvin Marshall jako Calvin Marshall
- 2009: The Vicious Kind jako Peter Sinclaire
- 2008: Drillbit Taylor: Ochroniarz amator (Drillbit Taylor) jako Terry Filkins
- 2008: Stop-Loss jako Shorty
- 2006: The Standard jako Dylan
- 2006: Agenci NCIS (Navy NCIS: Naval Criminal Investigative Service) jako Jerry (serial TV)
- 2005: Queen of Cactus Cove jako Achak
- 2005: The Lost jako Tim Bess
- 2004: On the Set of 'Elephant': Rolling Through Time jako on sam
- 2003: Słoń (Elephant) jako Alex